# 6213-as mellékút (Magyarország)
A 6213-as mellékút egy Fejér vármegyei mellékút Seregélyes és Pákozd között. A Velencei-tótól nyugatra és délre eső, főutak által jobbára elkerült településrészeket tár fel, illetve Seregélyes térsége és a Velencei-tó északi partja között létesít kapcsolatot Székesfehérvár lakott területe érintése nélkül; hossza a kira.gov.hu adatbázisa szerint mintegy 17,4 kilométer.

## Nyomvonala
A 62-es főútból ágazik ki, a főút 27+500-as kilométerszelvényénél lévő körforgalmú csomópontból, nem messze attól, ahol a főút 2015-ben átadott seregélyesi elkerülő szakasza elválik a településen átvezető, korábbi nyomvonaltól. Első métereit északi irányban teljesíti, majd ahogy eléri a főút korábbi nyomvonalát, azt kezdi követni, nyugat-északnyugati irányban, Seregélyes Szőlőhegy nevű településrészének délkeleti szélétől.
Dunaújvárosi út néven halad végig a településrész déli szélén (mivel a 62-es onnan vezet Székesfehérvárra), majd másfél kilométer után kilép a lakott területről, de egy darabig még ezután is változatlan irányban halad, egészen a harmadik kilométerének eléréséig. Ott egy elágazáshoz ér: a 62-es főút régi nyomvonalát követő út onnan nyugat-délnyugat felé halad tovább, önkormányzati útként Seregélyes központja felé, a 6213-as pedig északnyugati irányba tér, és a település belterületét elérve annak keleti szélén húzódik tovább, Dinnyési út néven.
A 4+250-es kilométerszelvénye táján kiágazik belőle a 62 313-as út, a Pusztaszabolcs–Székesfehérvár-vasútvonal Seregélyes megállóhelyére, majd mintegy 200 méterrel arrébb az út keresztezi is a vasutat, és egyben egy kicsivel még északabbi irányt vesz. 4,9 kilométer után az út kilép Seregélyes házai közül, és egészen északi irányba fordul; 7,2 kilométer után eléri Elzamajor térségét, de még mindig seregélyesi területen halad, míg a 7+500-as kilométerszelvénye közelében el nem éri Gárdony határát.
Itt északkeleti irányba fordul és az előbbi két település határvonalát követi, majd nagyjából egy kilométer után két gyors irányváltása következik és ismét észak-északnyugati irányban folytatódik tovább. 10,6 kilométer után éri el Dinnyés településrész házait, ott annak főutcájaként húzódik, Kossuth Lajos utca néven.
11,9 kilométer megtétele után egy elágazáshoz ér: kelet-északkelet felől a 62 107-es út torkollik bele körülbelül 750 méter megtétele után – ez a 7-es főúttal kapcsolja össze Dinnyést –, a 6213-as pedig nagyjából nyugat felé indul tovább, Gárdonyi Géza utca néven. 12,6 kilométer után átlép Pákozd területére, nem sokkal ezután egy útátjáróban keresztezi a MÁV 30 számú Budapest–Murakeresztúr-vasútvonalát, annak megszűnt régi dinnyési állomása közelében (amely jelenleg Ó-Dinnyés néven forgalmi kitérőként működik), majd a 13+200-as kilométerszelvénye közelében keresztezi a 7-es főutat, amely itt az 57. kilométerénél jár.
Innét az út északnyugati, majd egyre északabbi irányban folytatódik tovább, a Velencei-tó nádrengetege és a Velencei-tavi madárrezervátum Természetvédelmi Terület nyugati széle mellett. 16,5 kilométer után felüljárón keresztezi az M7-es autópálya nyomvonalát csomópont nélkül (a sztráda itt kevéssel az 54. kilométere előtt jár), és még a 17. kilométere előtt eléri Pákozd házait. A településen Gábor Áron utca néven húzódik, és a 8116-os útba beletorkollva ér véget, annak 13+400-as kilométerszelvényénél.
Teljes hossza, az országos közutak térképes nyilvántartását szolgáló kira.gov.hu adatbázisa szerint 17,435 kilométer.

## Története
2015. augusztus 1-jén adták át a 62-es főút seregélyesi elkerülő szakaszát, a 6213-as út (2019-es állapot szerint) jelenlegi útvonala és kilométer-számozása csak ezt követően alakulhatott ki, hiszen az első, nagyjából három kilométeres szakasza a 62-es régi nyomvonalát követi. Amíg a 62-es átvezetett Seregélyesen, ott volt a 6213-as kezdőpontja, ahol elválik a főút régi nyomvonalától, amely azután önkormányzati útként folytatódik Seregélyesen.